# Клингони
Клингоните са извънземна раса от планетата Кронос във фантастичната вселена на Стар Трек.

## Физиология
Клингоните са хуманоиди, с мощна мускулатура, по-големи са и са по-силни от хората.
Имат вертикално разположена изпъкнала кост на лицето си. Тази черта е генетичен белег на вида, като тя е различна за различните индивиди.
Вътрешната им анатомия е различна от тази на хората. Клингоните имат два черни дроба, две сърца с осем камери, 23 ребра, три бели дроба и няколко стомаха. Благодарение на анатомията си те са много издръжливи.
Клингоните имат нищожни знания за своята биология, а медицината им е много малко развита. Това се обяснява най-добре с техните военни традиции.
Клингоните нямат слъзни жлези, въпреки че се споменава как Кейлъс, в тъгата си „създал океан от сълзите си“.

## История
Клингоните са едни от първите извънземни раси, с които земляните осъществяват контакт. Те също са и едни от враговете на Обединената Федерация от планети в Стар Трек: Оригиналният сериал.
По-късно Федерацията и Клингонската империя сключват мир.
Историята на Клингоската империя е препълнена с интриги.
Около 1500, империята е създадена от воина Кейлъс Назабравимия; той успява да обедини народа, след като убива брат си, тиранина Морат, с меча на честта за клингоните – батлет.
През 2151, се осъществява първият контакт между хората и клингоните.
През 2292, алиансът между Клингонската империя и Ромуланската звездна империя се разпада.
През 2293, Праксис, една от луните на Кронос, е почти изцяло разрушена от гигантска експлозия – тогава тя е играела важна роля в енергийната продукция на клигоните. Подписването на споразумението на Китомер осигурява мира между Клингонската империя и Федерацията.
През 2346, Ромуланите избиват 4000 клингонски колониста на планетата Китомер.
През 2369, клонинг на Кейлъс получава почетната титла Император на клингонския народ.

## Култура
Клингонската империя притежава собствена култура, език и технология, предимно военно ориентирана.
Характерни черти на клингоните са агресивността им и чувството им за чест.
Обществото им е организирано според феодална система. Съставено е от кланове, всеки известен със своите военни постижения. Високопоставените семейства от тези кланове образуват Клингонския главен съвет, управляващия орган на родната им планета.
Животът на клингоните е ръководен от много ритуали. Неспазването на тези ритуали и традиции опозорява не само клингонското общество, но за поколения напред и семейството на този, който ги е пренебрегнал.
Клингоните са длъжни да умрат с чест, т.е. в битка. По този начин те ще могат да преминат през портите на Сто-во-кор който, според митологията им, представлява клингонският рай.

## Известни клингонци
- Горкон: Канцлер на Клингонския главен съвет до 2293.
- Гоурон: Канцлер на Клингонския главен съвет.
- Кор: важен военен лидер от края на XXIII век.
- Колот: легендарен воин и важен военен лидер от края на XXIII век.
- Б'Елана Торес: на половина човек, на половина клингонка, инженер на борда на Вояджър.
- Уорф: Офицер от Старфлийт от края на XXIV век.

### Уикипедия на клингонски
- (този проект е закрит, но съществува в Klingon Wikia)

### Подобни статии
- Клингонски език